# Charlie Barnet
Charley Barnet, född 26 oktober 1913 i New York, död 4 september 1991 i San Diego, Kalifornien, var en amerikansk orkesterledare, jazzmusiker och saxofonist. Under 1930- och 1940-talen ledde han en av swingepokens mest kända orkestrar, som med sin Duke Ellington-inspirerade stil blev särskilt populär i USA.
Hans främsta skivinspelningar var ”Skyliner”, ”Cherokee”, ”The Wrong Idea”, ”Scotch and Soda” och ”Southland Shuffle”.

## Ungdomsåren
Charlie Barnet föddes i New York. Hans föräldrar skiljdes när han var två år och han växte upp med sin mor och sina morföräldrar. Hans farfar var Charles Frederick Daly, en vice VD i New York Central Railroad, bank- och affärsman.
Barnet gick i olika internatskolor, både i New York- och Chicago-områdena och han lärde sig som barn att spela piano och saxofon. Han lämnade ofta skolan för att lyssna på musik och försöka få arbete som musiker.

## Karriär
Trots att han började sina inspelningar redan 1933, var Barnet på toppen av sin karriär under åren 1939 – 41, en period som började med hans succéversion av ”Cherokee”, skriven av Ray Noble och arrangerad av Billy May. År 1944 hade han nästa storsäljare med ”Skyliner” för att 1947 börja övergå från swing till bebop.
Under hans swingperiod ingick I hans orkester Buddy DeFranco, Roy Eldridge, Neal Hefti, Lena Horne, Barney Kessel, Dodo Marmarosa, Oscar Pettiford, och Art House, medan i senare uppsättningar fanns Maynard Ferguson, Doc Severinsen och Clark Terry. Trumpetaren Billy May var arrangör i Charlie Barnets band innan han gick over till Glenn Miller 1940.
Han var en av de första bandledarna att integrera sitt band, och en uttalad beundrare av Count Basie och Duke Ellington. Ellington spelade in Barnets musik och Basie lånade ut sina noter till Barnet när denna fått sina förstörda i en brand i Los Angeles.
Under hela sin karriär var Barnet motståndare till sirapsaktiga musikarrangemang. I sången ”The Wrong Idea” smädade han den tidens sötsliskiga storbandsmusik. Låten var skriven av Billy May.
Barnets var ett typiskt partyband där dricka och skadegörelse inte var ovanlig. Medan Glenn Miller hade strikta normer för klädsel och uppträdande, var Barnet mer intresserad av att ha roligt, som han själv uttrycker det i sin självbiografi ”The Swinging Years”.
År 1949 pensionerade han sig, uppenbarligen för att han tappat intresset för musik. Han kunde göra detta då han var en av de få arvingarna i en mycket rik familj. Han gjorde senare några kortare turnéer, men återvände aldrig till musiken på heltid.
Barnet var gift elva gånger och sin självbiografi från 1984 säger han: ”Jag gick igenom flera äktenskapliga fiaskon, men det var mest mexikanska äktenskap som snabbt ogiltigförklarades, eftersom de inte var legala från början”. Hans sista äktenskap med Betty varade i 33 år och han hade en son, Charles D. Barnet från ett tidigare äktenskap.

## Kompositioner
Av Charlie Barnet's skriven musik kan nämnas "Skyliner", "Southland Shuffle", "Swing Street Strut", "The Right Idea", "The Wrong Idea" med Billy May, "Growlin'", "Scotch and Soda", "Midweek Function", "Oh What You Said (Are We Burnt Up?)", "I Kinda Like You", "Tappin' at the Tappa", "The Last Jump", "Knocking at the Famous Door", "Lazy Bug" med Juan Tizol, "Ogoun Badagris (Voodoo War God)", och "In a Mizz", inspelad av Duke Ellington.